# Altmetrics
Nel campo dell'editoria scientifica e della scientometria l'altmetrics è una nuova metrica proposta come alternativa al più diffuso impact factor. Il termine, che fonde i due concetti di Alternative Metrics, ossia Metrica Alternativa, fu proposto nel 2010 da Priem, Taraborelli e Groth. Il concetto estende le metriche usate a livello dell'articolo (article level metrics). Altmetrics considera, oltre al consueto conto delle citazioni ricevute da un articolo, altre forme di impatto quali i riferimenti contenuti nelle knowledge base, i download, le viste online, e la loro menzione nei social media e altri canali come blog o siti web.